# Golf de Saint-Nom-la-Bretèche
Le Golf de Saint-Nom-la-Bretèche est un parcours de golf situé dans la commune de Saint-Nom-la-Bretèche dans les Yvelines (France).
Ce golf privé, réservé aux membres, dispose de deux parcours de 18 trous (parcours Bleu et parcours Rouge). Il fut inauguré en 1959 avec des links signés par l'architecte britannique Fred William Hawtree sur un terrain qui appartenait jadis au château de Versailles. Le practice compte 24 postes non couverts. 
Le club accueillit la Canada Cup en 1963, son premier grand évènement international, suivi de l'Open de France en 1965 et 1969. Le club a accueilli le Trophée Lancôme de 1970 à 2003.
En 2009, 2011 et 2013, le golf accueille le Vivendi Trophy puis Seve Trophy, compétition par équipes opposant d'une part la Grande-Bretagne et l'Irlande, d'autre part l'Europe continentale.